# Marthe Bibesco
Marthe Bibesco   (Bucarest, 28 de gener de 1886 - 4t districte de París, 28 de novembre de 1973), de nom real Marta Bibescu (nascuda Marta Lucia Lahovary), va ser una escriptora romanesa en llengua francesa.